# Eloeophila apicata
Eloeophila apicata är en tvåvingeart som först beskrevs av Friedrich Hermann Loew 1871.  Eloeophila apicata ingår i släktet Eloeophila och familjen småharkrankar. Inga underarter finns listade i Catalogue of Life.